# Fujieda-juku

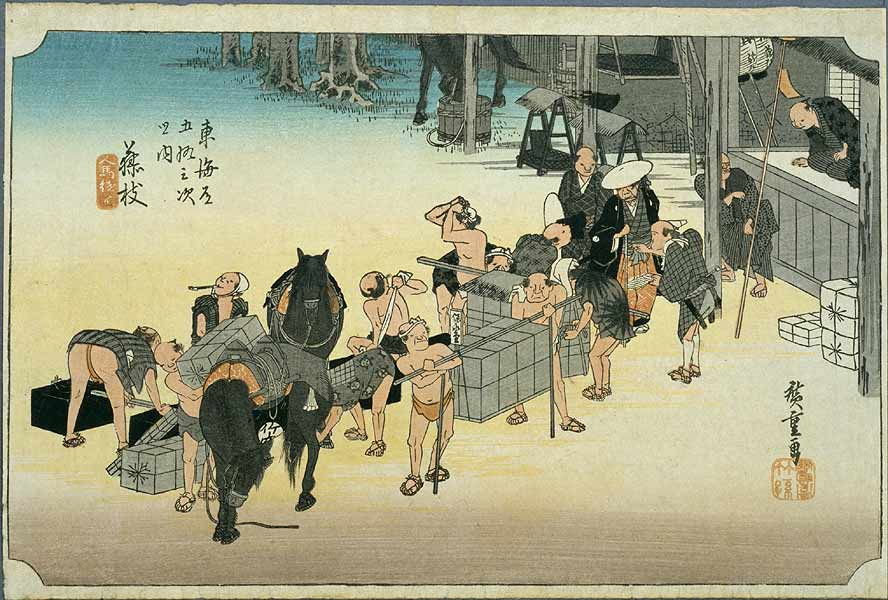
Fujieda-juku dans les années 1830, estampe de Hiroshige de la série Les Cinquante-trois Stations du Tōkaidō.

Fujieda-juku (藤枝宿, Fujieda-juku) était la vingt-deuxième des cinquante-trois stations du Tōkaidō. Elle est située dans une partie de la ville de Fujieda, préfecture de Shizuoka au Japon.

## Histoire
Fujieda-juku était une ville-château ( jōkamachi ) du domaine de Tanaka. C'était en outre une station le long de l'Unuma Kaidō qui allait à Sagara, la région productrice de sel. C'était une ville commerciale florissante qui comptait 37 hatago à l'apogée de sa prospérité.
L'estampe classique ukiyoe d'Ando Hiroshige (édition Hoeido) de 1831-1834 montre l'activité réelle d'une shukuba où il fallait changer les chevaux et les coolies afin de permettre une transmission rapide des messages à haute priorité et des marchandises entre Edo et Kyoto.
Au début de l'ère Meiji, quand la ligne principale Tōkaidō était en construction, les résidents s'inquiétaient que la fumée et les cendres des  machines à vapeur nouvellement développées puissent détruire leurs récoltes de thé vert et décidèrent de bloquer les travaux de la ligne. En conséquence, la gare de Fujieda (à présent intégrée dans la Central Japan Railway Company) fut construite approximativement à trois kilomètres du village, ce qui amena un déclin de la prospérité de celui-ci. Cependant, après que Fujieda fut devenue une ville, sa superficie s'étendit considérablement et elle est devenue une zone industrielle. Par ailleurs, la station sert à présent de ville-dortoir pour Shizuoka.